# Isla Longue
La isla Longue o bien la isla Larga (en francés: Ile Longue; en inglés: Long Island) es una isla de 26 hectáreas (0,26 kilómetros cuadrados) en el atolón Peros Banhos en el archipiélago de Chagos. Es parte de la reserva natural estricta Peros Banhos y ha sido identificado como un Área Importante para las Aves por la organización BirdLife International debido a su importancia como sitio de cría para las golondrinas de mar Onychoprion fuscatus, de los cuales 32.000 parejas se registraron en un estudio de 2004. 